# Кубано-Черноморская советская республика
Куба́но-Черномо́рская Сове́тская Респу́блика — республика в составе РСФСР; была образована 30 мая 1918 года в результате объединения Кубанской и Черноморской советских республик провозглашением на III Чрезвычайном съезде Советов Кубани и Черноморья. 6 июля 1918 года объединением Кубано-Черноморской, Терской и Ставропольской советских республик была образована Северо-Кавказская советская республика, провозглашённая на I съезде Советов Северного Кавказа.

## История
На III Чрезвычайном съезде Советов Кубани и Черноморья, проходившем 28 — 30 мая 1918 года в Екатеринодаре, Г. К. Орджоникидзе было постановлено объединить Кубанскую и Черноморскую советские республики в Кубано-Черноморскую советскую республику в составе РСФСР.
Из-за военной угрозы на I съезде Советов Северного Кавказа, проходившем 5 — 7 июля 1918 года, было постановлено объединить Кубано-Черноморскую, Терскую и Ставропольскую советские республики в Северо-Кавказскую советскую республику в составе РСФСР.